# Championnats d'Europe de karaté 2011
Navigation
Édition précédente Édition suivante
Les championnats d'Europe de karaté 2011 ont lieu du 6 au 8 mai 2011 à Zurich, en Suisse. Il s'agit de la 46e édition des championnats d'Europe de karaté senior organisés chaque année par la Fédération européenne de karaté et de la deuxième ayant lieu dans le pays après celle de 1978 à Genève.

## Résultats

### Épreuves individuelles

#### Kata
| Rang | Pays    | Karatéka                       |
| ---- | ------- | ------------------------------ |
| 1    | Italie  | Luca Valdesi                   |
| 2    | Espagne | Damián Hugo Quintero Capdevila |
| 3    | France  | Vu Duc Minh Dack               |
| 3    | Serbie  | Dejan Pajkic                   |
| 5    | À venir | À venir                        |
| 5    | À venir | À venir                        |
| 7    | À venir | À venir                        |
| 7    | À venir | À venir                        |

| Rang | Pays     | Karatéka            |
| ---- | -------- | ------------------- |
| 1    | Espagne  | Yaiza Martin Abello |
| 2    | France   | Sandy Scordo        |
| 3    | Croatie  | Mirna Senjug        |
| 3    | Portugal | Patricia Esparteiro |
| 5    | À venir  | À venir             |
| 5    | À venir  | À venir             |
| 7    | À venir  | À venir             |
| 7    | À venir  | À venir             |

#### Kumite

##### Kumitemasculin
| Rang | Pays      | Karatéka          |
| ---- | --------- | ----------------- |
| 1    | Italie    | Michele Giuliani  |
| 2    | France    | Johan Lopes       |
| 3    | Allemagne | Alexander Heimann |
| 3    | Turquie   | Aykut Kaya        |
| 5    | À venir   | À venir           |
| 5    | À venir   | À venir           |
| 7    | À venir   | À venir           |
| 7    | À venir   | À venir           |

| Rang | Pays    | Karatéka                |
| ---- | ------- | ----------------------- |
| 1    | Grèce   | Dimitrios Triantafyllis |
| 2    | Italie  | Ciro Massa              |
| 3    | France  | William Rollé           |
| 3    | Suisse  | Bajrami Kujtim          |
| 5    | À venir | À venir                 |
| 5    | À venir | À venir                 |
| 7    | À venir | À venir                 |
| 7    | À venir | À venir                 |

| Rang | Pays        | Karatéka        |
| ---- | ----------- | --------------- |
| 1    | Pays-Bas    | Rene Smaal      |
| 2    | Italie      | Luigi Busa      |
| 3    | Azerbaïdjan | Rafael Aghayev  |
| 3    | Grèce       | Geórgios Tzános |
| 5    | À venir     | À venir         |
| 5    | À venir     | À venir         |
| 7    | À venir     | À venir         |
| 7    | À venir     | À venir         |

| Rang | Pays    | Karatéka                    |
| ---- | ------- | --------------------------- |
| 1    | Serbie  | Slobodan Bitevic            |
| 2    | Italie  | Salvatore Loria             |
| 3    | France  | Jean-Christophe Taumotekava |
| 3    | Suède   | Bleart Amagjekaj            |
| 5    | À venir | À venir                     |
| 5    | À venir | À venir                     |
| 7    | À venir | À venir                     |
| 7    | À venir | À venir                     |

| Rang | Pays      | Karatéka           |
| ---- | --------- | ------------------ |
| 1    | Allemagne | Jonathan Horne     |
| 2    | Italie    | Stefano Maniscalco |
| 3    | Croatie   | Pero Vucic         |
| 3    | Espagne   | Ricardo Barbero    |
| 5    | À venir   | À venir            |
| 5    | À venir   | À venir            |
| 7    | À venir   | À venir            |
| 7    | À venir   | À venir            |

| Rang | Pays    | Karatéka |
| ---- | ------- | -------- |
| 1    | À venir | À venir  |
| 2    | À venir | À venir  |
| 3    | À venir | À venir  |
| 3    | À venir | À venir  |
| 5    | À venir | À venir  |
| 5    | À venir | À venir  |
| 7    | À venir | À venir  |
| 7    | À venir | À venir  |

##### Kumiteféminin
| Rang | Pays      | Karatéka             |
| ---- | --------- | -------------------- |
| 1    | Turquie   | Serap Özçelik        |
| 2    | Russie    | Elena Ponomareva     |
| 3    | Autriche  | Bettina Plank        |
| 3    | Allemagne | Desiree Christiansen |
| 5    | À venir   | À venir              |
| 5    | À venir   | À venir              |
| 7    | À venir   | À venir              |
| 7    | À venir   | À venir              |

| Rang | Pays              | Karatéka         |
| ---- | ----------------- | ---------------- |
| 1    | Macédoine du Nord | Natasa Ilievska  |
| 2    | Croatie           | Jelena Kovacevic |
| 3    | France            | Stéphanie Barré  |
| 3    | Slovaquie         | Monika Visnovska |
| 5    | À venir           | À venir          |
| 5    | À venir           | À venir          |
| 7    | À venir           | À venir          |
| 7    | À venir           | À venir          |

| Rang | Pays     | Karatéka        |
| ---- | -------- | --------------- |
| 1    | Suisse   | Diana Schwab    |
| 2    | Italie   | Laura Pasqua    |
| 3    | Autriche | Alisa Buchinger |
| 3    | France   | Lolita Dona     |
| 5    | À venir  | À venir         |
| 5    | À venir  | À venir         |
| 7    | À venir  | À venir         |
| 7    | À venir  | À venir         |

| Rang | Pays     | Karatéka            |
| ---- | -------- | ------------------- |
| 1    | Suisse   | Fanny Clavien       |
| 2    | Espagne  | Irene Colomar Costa |
| 3    | Belgique | Laura Pradelli      |
| 3    | Croatie  | Ivona Tubić         |
| 5    | À venir  | À venir             |
| 5    | À venir  | À venir             |
| 7    | À venir  | À venir             |
| 7    | À venir  | À venir             |

| Rang | Pays     | Karatéka           |
| ---- | -------- | ------------------ |
| 1    | France   | Nadège Ait Ibrahim |
| 2    | Tchéquie | Radka Krejcova     |
| 3    | Croatie  | Anamarija Celan    |
| 3    | Serbie   | Tamara Filipovic   |
| 5    | À venir  | À venir            |
| 5    | À venir  | À venir            |
| 7    | À venir  | À venir            |
| 7    | À venir  | À venir            |

| Rang | Pays    | Karatéka |
| ---- | ------- | -------- |
| 1    | À venir | À venir  |
| 2    | À venir | À venir  |
| 3    | À venir | À venir  |
| 3    | À venir | À venir  |
| 5    | À venir | À venir  |
| 5    | À venir | À venir  |
| 7    | À venir | À venir  |
| 7    | À venir | À venir  |

### Épreuves par équipes

#### Kata
| Rang | Pays    |
| ---- | ------- |
| 1    | Italie  |
| 2    | Espagne |
| 3    | France  |
| 3    | Turquie |
| 5    | À venir |
| 5    | À venir |
| 7    | À venir |
| 7    | À venir |

| Rang | Pays      |
| ---- | --------- |
| 1    | Espagne   |
| 2    | Italie    |
| 3    | France    |
| 3    | Allemagne |
| 5    | À venir   |
| 5    | À venir   |
| 7    | À venir   |
| 7    | À venir   |

#### Kumite
| Rang | Pays    |
| ---- | ------- |
| 1    | Grèce   |
| 2    | France  |
| 3    | Croatie |
| 3    | Italie  |
| 5    | À venir |
| 5    | À venir |
| 7    | À venir |
| 7    | À venir |

| Rang | Pays     |
| ---- | -------- |
| 1    | Espagne  |
| 2    | France   |
| 3    | Pays-Bas |
| 3    | Serbie   |
| 5    | À venir  |
| 5    | À venir  |
| 7    | À venir  |
| 7    | À venir  |

## Tableau des médailles
| Tableau des médailles |                   |    |        |        |       |
| Rang                  | Pays              | Or | Argent | Bronze | Total |
| 1                     | Italie            | 3  | 6      | 1      | 10    |
| 2                     | Espagne           | 3  | 3      | 1      | 7     |
| 3                     | Suisse            | 2  | 0      | 1      | 3     |
| 3                     | Grèce             | 2  | 0      | 1      | 3     |
| 5                     | France            | 1  | 4      | 7      | 12    |
| 6                     | Serbie            | 1  | 0      | 3      | 4     |
| 6                     | Allemagne         | 1  | 0      | 3      | 4     |
| 7                     | Turquie           | 1  | 0      | 2      | 3     |
| 8                     | Pays-Bas          | 1  | 0      | 1      | 2     |
| 9                     | Macédoine du Nord | 1  | 0      | 0      | 1     |
| 10                    | Croatie           | 0  | 1      | 5      | 6     |
| 11                    | Russie            | 0  | 1      | 0      | 1     |
| 11                    | Tchéquie          | 0  | 1      | 0      | 1     |
| 13                    | Autriche          | 0  | 0      | 2      | 2     |
| 14                    | Belgique          | 0  | 0      | 1      | 1     |
| 14                    | Azerbaïdjan       | 0  | 0      | 1      | 1     |
| 14                    | Suède             | 0  | 0      | 1      | 1     |
| 14                    | Portugal          | 0  | 0      | 1      | 1     |
| 14                    | Slovaquie         | 0  | 0      | 1      | 1     |